# Ridgeland (Carolina del Sud)
Ridgeland è una città degli Stati Uniti d'America, situata nella Contea di Jasper nello Stato della Carolina del Sud.